# Договор о дружбе между Таиландом и Японией
Договор между Таиландом и Японией о продолжении дружественных отношений и взаимного уважения друг друга и территориальной целостности был подписан в городе Токио 12 июня 1940 года между правительствами Таиланда и Японии. Заключение договора стало новым шагом в развитии сотрудничества между правительствами двух стран, которые в конечном итоге стали союзниками в период Второй мировой войны.
Обмен ратификациями состоялся в Бангкоке 23 декабря 1940 года, и договор вступил в силу в тот же день. Документ был зарегистрирован в Серии договоров Лиги Наций 26 июля 1941 года.

## Предыстория
После японского вторжения в Китай в 1937 году японские власти начали развивать свои отношения с правительством Таиланда. Тенденция усилилась во время битвы за Францию (май ― июнь 1940 года), когда немецкие войска стремительно продвигались по территории Западной Европы. Японское правительство стремилось воспользоваться данной ситуацией для того, чтобы заполучить контроль над Французским Индокитаем. Королевство Таиланд имело общую границу с Индокитаем, и поэтому Токио рассматривал королевство в качестве возможного союзника против французского влияния в регионе.

## Условия договора
Статья 1 предусматривала взаимное уважение суверенитета обеих стран. Статья 2 гласила, что по вопросам, представляющим общий интерес, должны будут проводиться совместные консультации обеих стран. Статья 3 оговаривала, что в случае, если одна из сторон подвергается угрозе третьей стороной, вторая подписавшая договор сторона не должна оказывать какую-либо помощь агрессору. В статье 4 предусматривалась ратификация договора. Положениями статьи 5 обуславливалось, что договор остаётся в силе в течение пяти лет, с возможностью дальнейшего продления.

## Последствия
Развивающееся сотрудничество между тайским и японским правительствами и подписание договора о дружбе ободрило правительство Таиланда. Вскоре тайские войска развернули боевые действия против Французского Индокитая. Конфликт обернулся успешно для Таиланда, которому отошли французские территории при активном дипломатическом содействии Японии. Франко-тайская война способствовала дальнейшему проникновению влияния Японии в Индокитае на протяжении 1941 года, и послужила одной из главных причин вступления Японии во Второй мировую войну. Правительство Таиланда, в свою очередь, было вынуждено присоединиться к союзническому договору с Японией в декабре 1941 года.